# Entrepôt tchèque à Novi Sad
L'entrepôt tchèque à Novi Sad (en serbe cyrillique : Чешки магацин у Новом Саду ; en serbe latin : Češki magacin u Novom Sadu) se trouve à Novi Sad, la capitale de la province autonome de Voïvodine, en Serbie. En raison de sa valeur patrimoniale, il est inscrit sur la liste des monuments culturels protégés de la république de Serbie (identifiant n° SK 1601).
Le bâtiment est situé 7 Bulevar despota Stefana, dans le quartier de Liman.

## Présentation
L'entrepôt a été construit en 1921 à la suite du développement des échanges avec la Tchécoslovaquie, créée après la Première Guerre mondiale ; il est situé dans l'ancienne zone industrielle de Liman. En l'absence de documentation, on suppose qu'il a été utilisé pour le stockage temporaire de marchandises transportées au nord du Danube.
Le bâtiment, dont l'architecte est inconnu, est une grande construction rectangulaire avec des arcades rythmant les façades longitudinales et un triple porche doté de lourdes portes en bois coulissantes donnant sur le Danube.
L'intérieur est spacieux et structuré par de minces piliers d'acier disposés en deux rangées de onze. Le toit est soutenu par des poutres en bois et un ascenseur pour le fret est situé au centre de la zone.
Le bâtiment, qui sert en partie à stocker les riches collections de livres de la bibliothèque de la Matica srpska, a été inscrit en 2001 sur la liste des monuments culturels de la république de Serbie.